# Nakajima B5N
El Nakajima B5N (en japonés: 中島 B5N, nombre en código Aliado: "Kate") fue el avión torpedero estándar de la Armada Imperial Japonesa con la denominación Bombardero de Ataque Embarcado Tipo 97 Modelo 1 de la Armada durante buena parte de la guerra.
Técnicamente el B5N era mejor que sus homólogos occidentales TBD Devastator y Fairey Swordfish puesto que estos se habían quedado obsoletos entrando 1941, por lo que en aquel tiempo pudo considerarse el mejor torpedero del mundo. El avión operó en Pearl Harbor, el Mar del Coral, Midway y Santa Cruz.

## Diseño y desarrollo

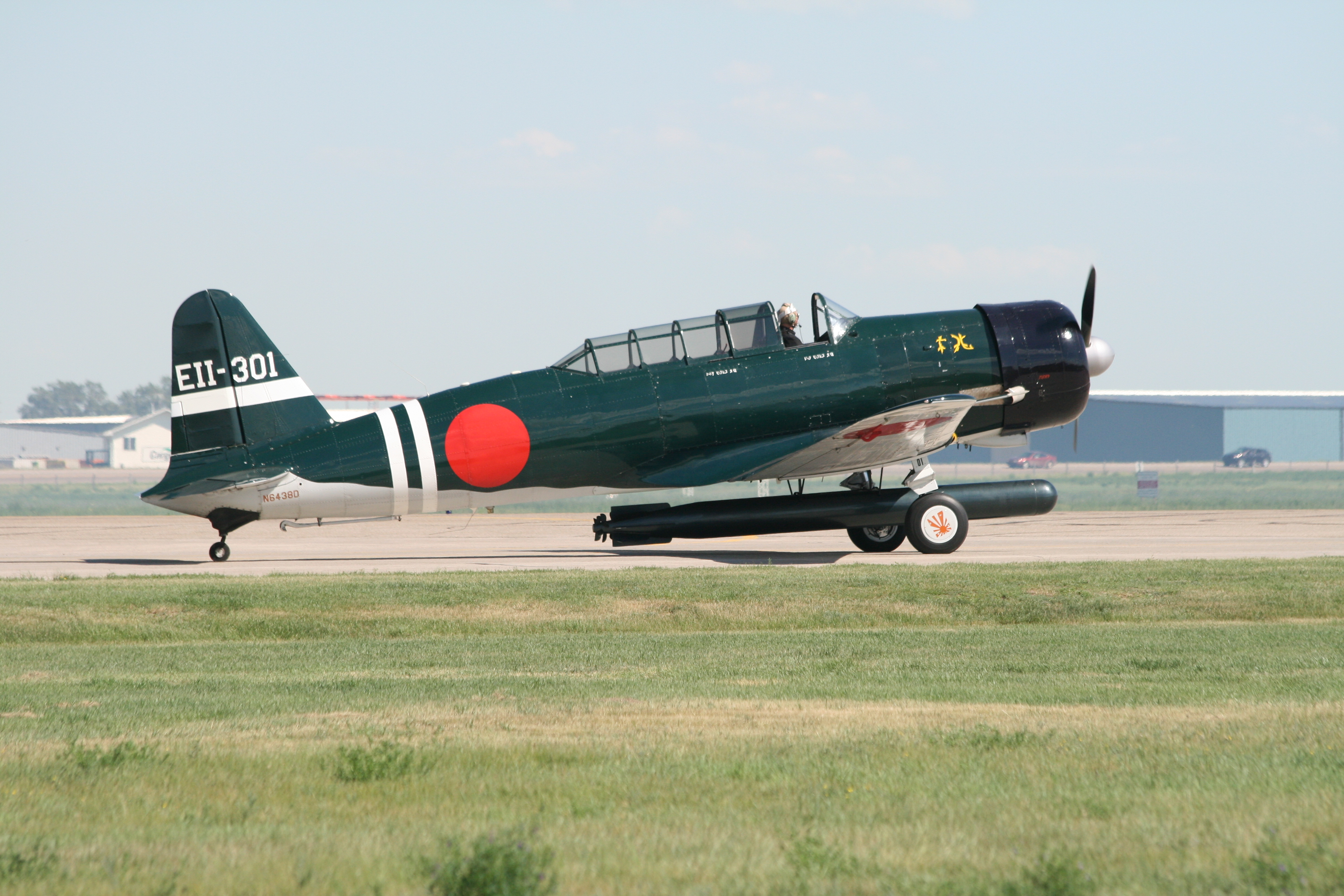
Réplica de un Nakajima B5N, hecha a partir de un North American T-6 Texan y empleada en la película Tora! Tora! Tora!.

El B5N fue desarrollado en 1935 por el equipo de diseño dirigido Katsuji Nakamura como respuesta a una especificación emitida por la Marina Imperial Japonesa de un bombardero de ataque embarcado que pudiera servir como reemplazo del entonces en servicio Yokosuka B4Y1 . El prototipo (Tipo K)  voló por primera vez en 1937 y fue declarado operativo dos años después. En su configuración era un avión triplaza (la tripulación se componía de piloto,navegador/observador y operador de radio/artillero) monoplano de ala baja y con tren de aterrizaje retráctil. Para poder acomodarse en portaaviones las alas contaban un sistema de plegado manual.
El avión tuvo su debut de combate en la segunda guerra sino-japonesa donde empezó a tener muchos problemas. Estos problemas fueron la falta de protección de la tripulación y los depósitos de combustible. La Armada tomó cartas en el asunto y el B5N recibió un motor más potente y se hicieron modificaciones para hacerlo más eficiente a pesar de que su rendimiento fue apenas un poco mejor y se mantuvo sin solución a sus debilidades. La primera versión fue la B5N1 que entró en servicio en 1939 y que más adelante también participaría en el ataque a Pearl Harbor.
Tenía una velocidad mediocre, pues su motor Nakajima Sakae tan solo le ofrecía una velocidad máxima de 389 km/h. A pesar de esto asestó el primer golpe a los estadounidenses en el ataque a Pearl Harbor y peleó con gran éxito en las batallas de Midway, Mar del Coral e Islas Santa Cruz .
El total producido fue de 1149 ejemplares montados por Aichi (200), Nakajima (669) y el Arsenal Aéreo Hiro de la Marina (280).

## Variantes
Tipo KPrototipo
B5N1Primer modelo de producción
B5N1KVersión mejorada
B5N2Versión estándar de producción y la más numerosa
B5N2KMuchos B5N1 fueron convertidos en entrenadores

## Historial operacional

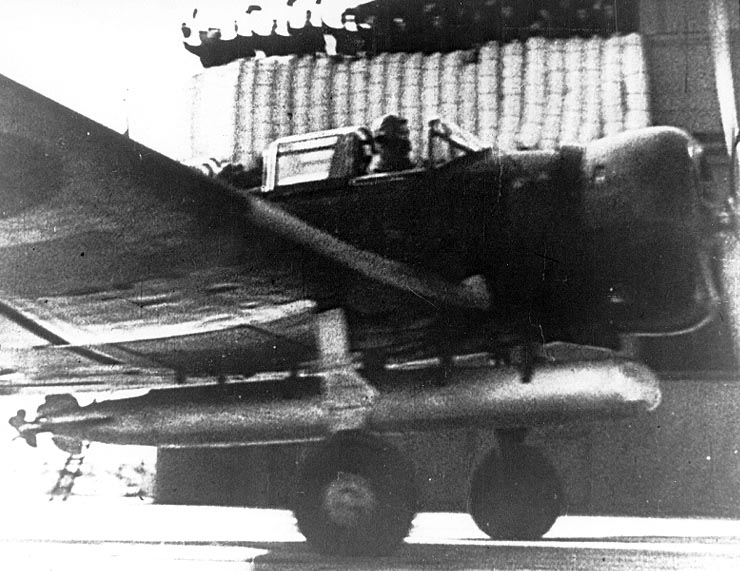
Un B5N1 Kate del Akagi, armado con torpedo de entrenamiento.

El B5N tuvo su bautizo de fuego en China, aunque se hizo famoso por tomar parte en el ataque a Pearl Harbor. Allí los B5N actuaron como torpederos y aviones de asalto, asestando un golpe fuerte a la flota estadounidense. En las siguientes misiones los aviones tomaron parte en el hundimiento de los portaaviones: USS Yorktown (Midway), USS Lexington (Mar de Coral) y USS Hornet (Santa Cruz). Estos hechos contribuyeron a cimentar la buena reputación del Kate y a ganarse el respeto de los estadounidenses.
Al tener sólo una ametralladora Tipo 92 de 7,70 mm en la cabina trasera como armamento defensivo y al carecer de un blindaje para la tripulación y los depósitos de combustible, pronto empezó a sufrir grandes bajas. En 1943 se cerraron las líneas de montaje, pues el modelo ya estaba obsoleto. Aunque el avión volvió a aparecer en 1944 en las Filipinas, a mediados de este año fue retirado de servicio y relegado a cometidos secundarios como avión de reconocimiento, entrenador y antisubmarino. Al año siguiente el avión fue empleado como kamikaze.
El B5N sirvió de base para el B6N el cual le relevó de servicio; su fama de mejor torpedero del mundo y de invencible fue efímera.

## Supervivientes
Actualmente hay tres aviones supervivientes completos, si bien se han encontrado muchos ejemplares estrellados y fragmentos del avión. En 2003, un coleccionista inglés recuperó una gran parte de la sección delantera de un B5N en las Islas Kuriles. Los B5N que participaron en la película Tora! Tora! Tora! eran T-6 Texan modificados.

## Especificaciones (B5N2)
Referencia datos: Japanese Aircraft of the Pacific War

### Características generales
- Tripulación: Tres (piloto, comandante y operador de radio/artillero de cola)
- Longitud: 10,3 m
- Envergadura: 15,52 m
- Altura: 3,70 m
- Superficie alar: 37,7 m²
- Peso vacío: 2279 kg
- Peso cargado: 3800 kg
- Peso máximo al despegue: 4100 kg
- Planta motriz: 1× Nakajima Sakae NK1B, radial de 14 cilindros en dos filas.
  - Potencia: 746 kW (1000 HP; 1014 CV)

### Rendimiento
- Velocidad máxima operativa (Vno): 378 km/h
- Alcance: 1992 km
- Techo de vuelo: 8260 m
- Régimen de ascenso: 6,5 m/s (1280 ft/min)
- Carga alar: 101 kg/m²
- Potencia/peso: 0,20 kW/kg

### Armamento
- Ametralladoras: 

  - 1x ametralladora Tipo 92 de 7,70 mm alimentada por tambor de 97 cartuchos en la parte trasera de la cabina como arma defensiva, manejada por el artillero
- Bombas: 

  - 1 de 800 kg o 2 de 250 kg o 1 de 250 kg + 6 de 56 kg
- Otros: 

  - 1x torpedo Tipo 91 de 800 kg

### Desarrollos relacionados
- Nakajima B6N

### Aeronaves similares
- Douglas TBD Devastator
- Fairey Albacore

### Listas relacionadas
- Anexo:Bombarderos